# Stilpnochlora lineolatoides
Stilpnochlora lineolatoides är en insektsart som beskrevs av Emsley 1970. Stilpnochlora lineolatoides ingår i släktet Stilpnochlora och familjen vårtbitare. Inga underarter finns listade i Catalogue of Life.